# Cygne d'argent (automate)
Pour les articles homonymes, voir cygne d'argent.

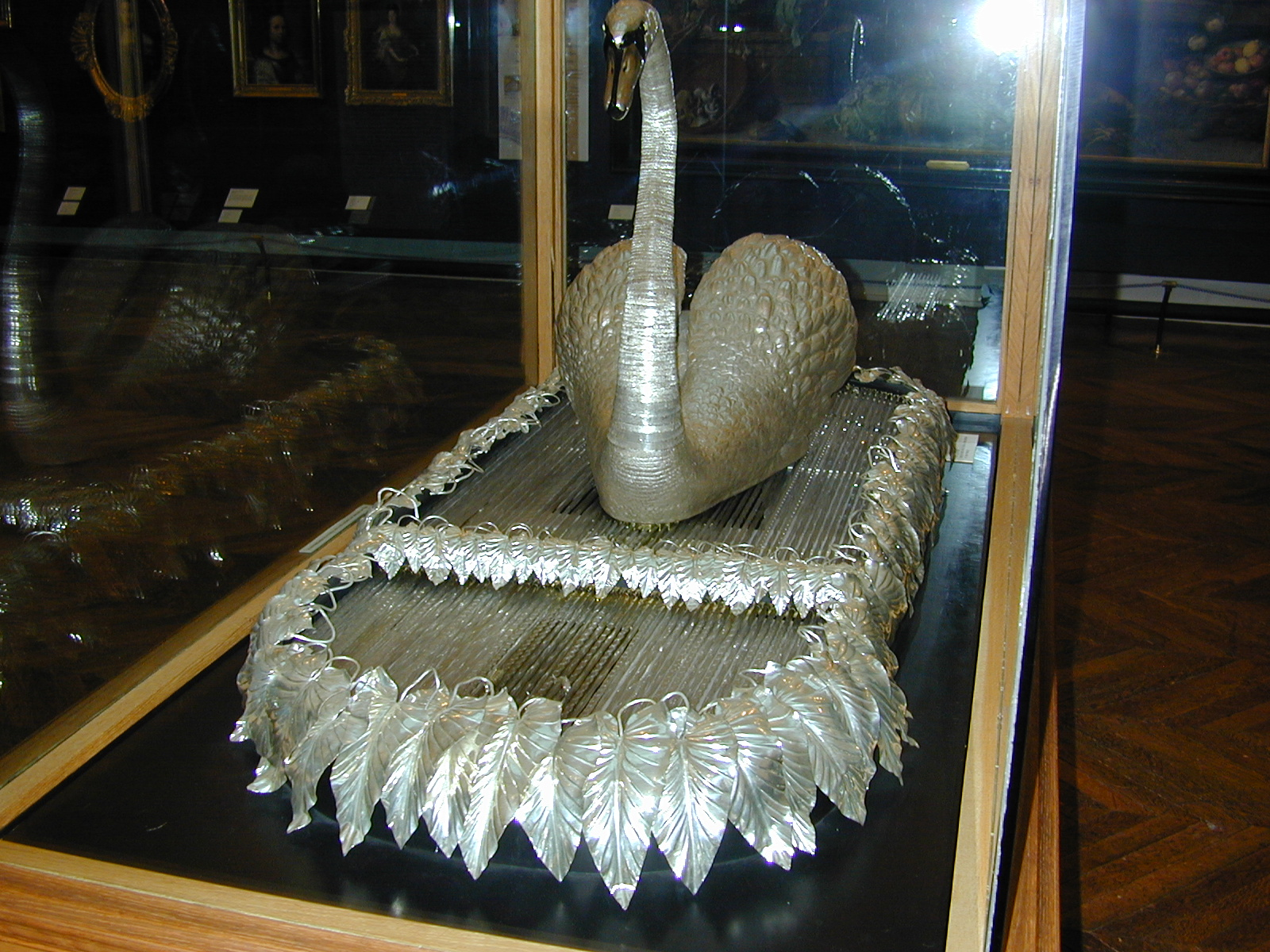
Le Cygne d'argent.

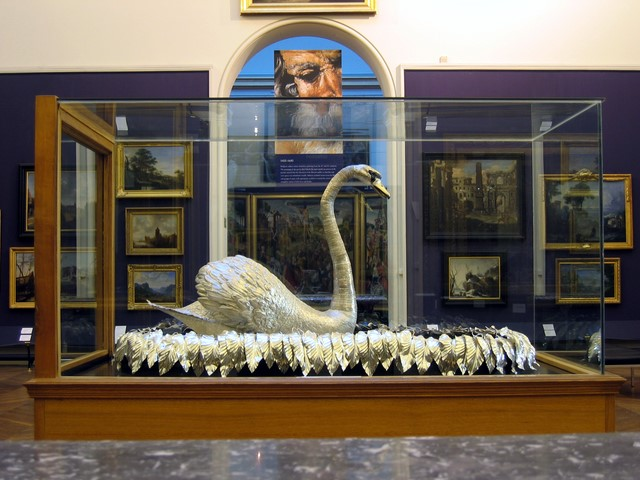
Autre perspective de l'automate

Le cygne d'argent est un automate du XVIIIe siècle constituant la pièce maîtresse des collections du Bowes Museum, à Barnard Castle, en Angleterre.

## Fonctionnement
Le cygne, de taille réelle, est un mécanisme qui comporte une boîte à musique. Il est posé sur un ruisseau fait de tiges en verre, le tout entouré de feuilles d'argent. Un petit poisson d'argent est observable dans ce socle.
Quand le mécanisme est enclenché, la boite à musique joue, et les tiges en verre se mettent en rotation, afin de donner l'illusion d'eau qui coule. Le cygne tourne la tête d'un côté à l'autre, et se lisse les plumes. Puis, le cygne regarde le poisson et son cou s'abaisse pour le manger. Enfin, la tête du cygne se replace dans la position initiale, pour terminer la boucle, après 32 secondes d'activation. Pour préserver le mécanisme, le cygne n’est actionné qu'une fois par jour, à deux heures de l'après-midi,.

## Histoire
Le mécanisme a été conçu et fabriqué par Jean-Joseph Merlin, en collaboration avec l'inventeur londonien James Cox, en 1773.
Le cygne a été décrit dans un acte du parlement du Royaume-Uni en 1773 comme mesurant 3 pieds (0,91 mètre) de diamètre et 18 pieds (5,49 mètres) de hauteur. Cela semble indiquer qu'il y a eu derrière le cygne une structure, vraisemblablement une chute d'eau, qui a été volée durant les déplacements de l’automate.
Le cygne a été vendu plusieurs fois, et a été montré lors de l’Exposition universelle de 1867, à Paris. L'écrivain américain Mark Twain, qui l'y a observé, en a rendu compte dans un chapitre de son roman The Innocents Abroad. Il le décrit comme « ayant une grâce vivante dans son mouvement, et une intelligence réelle dans ses yeux »,.
L'automate a été acheté à un joaillier parisien en 1872 par John Bowes, le créateur du Bowes Museum, dont il constitue à présent l'une des principales attractions. Le cygne a également inspiré le logo du musée.